# Żurawno (hromada)
Żurawno – hromada wiejska w rejonie stryjskim obwodu lwowskiego Ukrainy. Siedzibą hromady jest Żurawno.
Hromadę utworzono w ramach reformy decentralizacji  w 2020 roku.

## Miejscowości hromady
W skład hromady wchodzą 1 osiedle typu miejskiego i 26 wsi.

- Żurawno – osiedle typu miejskiego, siedziba hromady
- Antoniówka
- Bujanów
- Czerteż
- Demiwka
- Dubrawka
- Izydorówka
- Korczówka
- Kotoryny
- Krechów
- Lubsza
- Lutynka
- Łysków
- Marynka
- Mazurówka
- Mielnicz
- Monasterzec
- Nowoszyny
- Podorożnie
- Protesy
- Romanówka
- Stara Wieś
- Sulatycze
- Tarnawka
- Włodzimierce
- Zahrabiwka
- Zariczne